# North Weddell Ridge
Koordinaten: 58° 22′ S, 11° 47′ W
Der North Weddell Ridge (vormals America-Antarctic Ridge) ist ein Tiefseerücken am Übergang vom Südatlantik in den Südlichen Ozean. Er liegt rund 500 km östlich der Südlichen Sandwichinseln.
Benannt ist er nach dem britischen Seefahrer James Weddell (1787–1834), dem Entdecker des gleichfalls nach ihm benannten Weddell-Meers.